# Marans (rasa kury)
Marans – rasa kur pochodząca z Francji.
Kury rasy marans mają czarne ubarwienie, a przy szyi i z przodu rude piórka. Ich pióra błyszczą się na fioletowo i zielono. Mają czarne lub żółte nogi. Ich grzebienie nie osiągają dużych rozmiarów. Nieśność kur rasy marans wynosi od 150 do 200 jaj rocznie. 